# 仙台市道路愛称名
仙台市道路愛称名（せんだいしどうろあいしょうめい）は、宮城県仙台市において、国道・宮城県道・仙台市道の正式名称とは別に、市が認定した道路の愛称である。本稿では、仙台市における道路愛称の嚆矢である、河北新報社の公募によるものも含める。
ある程度一体的とみなせる道路区間に対し愛称が付けられているため、県道・市道の各々全線の場合もあれば、国道・県道・市道の各々一部区間をつないでいる場合もある。

## 概要
1945年（昭和20年）7月10日の仙台空襲で焼け野原となった仙台市は、戦後占領期の1946年（昭和21年）5月には中心市街地等において戦災復興土地区画整理事業の区域を決定し、1947年（昭和22年）2月より施行した。この事業では既存道路の大幅な拡幅のほかに、幹線道路の新設も行われ、後の仙台市都心部における骨格道路網を形成することになる。1947年（昭和22年）、河北新報社が宮城県や仙台市の後援を受けて、新設幹線道路である元寺小路川内線および仙台駅川内線の愛称を公募した。この結果、「広瀬通」および「青葉通」が最多数を得て、それぞれの愛称として決まった。
1982年（昭和57年）6月23日の東北新幹線開業に合わせ、仙台市も1981年度（昭和56年度）から1982年度（昭和57年度）にかけて道路愛称命名事業を実施し、市民からの応募の中から有識者・報道機関・市民代表によって15路線の愛称を選定した。
1989年（平成元年）4月1日に政令指定都市に移行した仙台市は、1996年（平成8年）1月1日施行の「仙台市道路愛称命名事業実施要綱」により、道路愛称の選考の場を市から各区に移した。これにより、要望に基いて区長が地元住民を含む選考委員会などで協議し、市長が最終判断するという命名過程が定型化したため、対象路線の範囲が郊外にも拡大し、任意の時期に追加されていくこととなった。
広瀬通、青葉通以外の命名された愛称は1982年（昭和57年）より正式に仙台市の道路の愛称として使用されているが、それ以前からも市民によって幅広く呼ばれたものがほとんどである。しかし、晩翠通は以前は細横丁と呼ばれ、愛宕上杉通もおのおの上杉山通、東五番丁、清水小路と呼ばれていた道を繋いで造った通りであるなど、この事業によって古くから市民に呼ばれていたものとは異なる愛称になったものも存在する。
1983年（昭和58年）以前に命名された道路愛称には「通」に送り仮名は無い。1996年（平成8年）以降に命名されたほとんどの道路愛称には送り仮名の「り」が付くが、例外として「光彩通」には送り仮名が付かない。

## 一覧
| 番号 | 道路愛称名           | 画像 | 対象路線名 | 決定年月               |
| ---- | -------------------- | ---- | --- | ---------------------- |
| 1    | 青葉神社通           |      | - 仙台市道青葉神社通線 | 1982年（昭和57年）5月  |
| 2    | 国分町通             |      | - 仙台市道国分町通線の一部 | 1982年（昭和57年）5月  |
| 3    | 定禅寺通             |      | - 国道45号の一部 - 仙台市道定禅寺通線 - 仙台市道定禅寺通宮町線の一部 | 1982年（昭和57年）5月  |
| 4    | 西公園通             |      | - 仙台市道西公園通線 | 1982年（昭和57年）5月  |
| 5    | 駅前通               |      | - 仙台市道駅前通線 - 仙台市道南町通1号線の一部 | 1982年（昭和57年）5月  |
| 6    | 南町通               |      | - 仙台市道南町通1号線の一部 - 仙台市道片平五橋通線の一部 | 1982年（昭和57年）5月  |
| 7    | 北目町通             |      | - 仙台市道北目町通線 | 1982年（昭和57年）5月  |
| 8    | 五ツ橋通             |      | - 仙台市道片平五橋通線の一部 | 1982年（昭和57年）5月  |
| 9    | 宮城野通             |      | - 仙台市道宮城野通線 | 1982年（昭和57年）5月  |
| 10   | 愛宕上杉通           |      | - 国道286号の一部 - 宮城県道22号仙台泉線の一部 - 仙台市道愛宕上杉通1号線 - 仙台市道愛宕上杉通2号線 | 1983年（昭和58年）12月 |
| 11   | 晩翠通               |      | - 仙台市道晩翠通線の一部 | 1983年（昭和58年）12月 |
| 12   | 新寺通               |      | - 仙台市道新寺通線 | 1983年（昭和58年）12月 |
| 13   | 卸町通               |      | - 仙台市道原町岡田（その1）線 - 仙台市道原町岡田（その2）線 - 仙台市道原町岡田（その3）線 | 1983年（昭和58年）12月 |
| 14   | 広瀬河畔通           |      | - 国道286号の一部 - 宮城県道273号仙台名取線の一部 - 仙台市道元寺小路郡山線の一部 | 1983年（昭和58年）12月 |
| 15   | 秋保通               |      | - 国道286号の一部 - 宮城県道62号仙台山寺線の一部 | 1983年（昭和58年）12月 |
| 16   | 宮城の萩大通り       |      | - 仙台市道台原南小泉（その7）線 - 仙台市道舘西町線の一部 | 1997年（平成9年）3月   |
| 17   | 泉中央通り           |      | - 宮城県道22号仙台泉線の一部 | 1997年（平成9年）6月   |
| 18   | 泉ヶ岳通り           |      | - 宮城県道35号泉塩釜線の一部 | 1997年（平成9年）6月   |
| 19   | すいせん通り         |      | - 仙台市道泉中央歩行者専用道路3号線 - 仙台市道泉中央歩行者専用道路13号線 - 仙台市道泉中央歩行者専用道路14号線 - 仙台市道泉中央歩行者専用道路15号線 - 仙台市道泉中央歩行者専用道路16号線 - 仙台市道泉中央歩行者専用道路17号線 | 1997年（平成9年）6月   |
| 20   | 泉中央広場           |      | - 仙台市道泉中央歩行者専用道路1号線 | 1997年（平成9年）6月   |
| 21   | 学校通り             |      | - 仙台市道長命ケ丘幹線2号線 | 2005年（平成17年）3月  |
| 22   | 愛の鐘通り           |      | - 仙台市道長命ケ丘幹線3号線の一部 | 2005年（平成17年）3月  |
| 23   | 蕃山通り             |      | - 宮城県道135号落合停車場線 | 2009年（平成21年）11月 |
| 24   | フラワースターロード |      | - 宮城県道132号秋保温泉愛子線の一部 | 2009年（平成21年）11月 |
| 25   | 桜通り               |      | - 仙台市道錦ケ丘幹線1号線 - 仙台市道錦ケ丘幹線3号線 | 2009年（平成21年）11月 |
| 26   | 瞑想の松通り         |      | - 市道旭ケ丘線の一部 - 市道旭ケ丘幹線3号線 - 市道台原旭ケ丘線 | 2011年（平成23年）3月  |
| 27   | 愛子駅前大通り       |      | - 宮城県道134号愛子停車場線 - 宮城県道132号秋保温泉愛子線の一部 | 2013年（平成25年）2月  |
| 28   | 愛子中央通り         |      | - 国道457号の一部 | 2013年（平成25年）2月  |
| 29   | 開成通り             |      | - 仙台市道愛子赤坂線の一部 | 2013年（平成25年）2月  |
| 30   | 昭和市電通り         |      | - 宮城県道54号井土長町線の一部 - 仙台市道土樋藤塚（その1）線 | 2013年（平成25年）7月  |
| 31   | 光彩通               |      | - 仙台市道国分町1号線 | 2014年（平成26年）9月  |
| 32   | 稲荷小路             |      | - 仙台市道国分町2号線の一部 | 2014年（平成26年）9月  |
| 33   | 七福通り             |      | - 仙台市道区画街路南12号線 | 2014年（平成26年）9月  |
| 34   | 薬師高砂堀通り       |      | - 仙台市道大和町1号線 - 仙台市道七郷堀線 - 仙台市道椌木前丁線の一部 - 仙台市道東新丁線の一部 | 2015年（平成27年）11月 |
| 35   | 八木山てっぺんひろば |      | - 仙台市道川内旗立（その1）線の一部 | 2015年（平成27年）11月 |
| 36   | 蕃山西通り           |      | - 仙台市道栗生東線 | 2016年（平成28年）4月  |
| 37   | 鉄砲町通り           |      | - 仙台市道鉄砲町東二十人町1号線 - 仙台市道鉄砲町榴ケ岡（その7）線 - 仙台市道鉄砲町榴ケ岡（その8）線 - 仙台市道鉄砲町榴ケ岡（その9）線の一部                                                                                  | 2022年（令和4年）3月   |
| 38   | 二十人町通り         |      | - 仙台市道元寺小路福室（その7）線の一部 | 2022年（令和4年）3月   |
| 39   | 名掛丁通り           |      | - 仙台市道名掛丁歩行者専用道路1号線 - 仙台市道鉄砲町榴ケ岡（その9）線の一部 | 2022年（令和4年）3月   |
| 40   | 車町通り             |      | - 仙台市道車町元寺小路1号線 - 仙台市道元寺小路1号線 | 2022年（令和4年）3月   |
| 41   | 原町本通り           |      | - 仙台市道原町本通線の一部 - 仙台市道原町坂下線 | 2023年（令和5年）9月   |
| 42   | 大源横丁             |      | - 仙台市道南目大源横丁線 - 仙台市道南目北裏通線の一部 - 仙台市道清水沼上線の一部 | 2023年（令和5年）9月   |
| 43   | 岩井横丁             |      | - 仙台市道苦竹下山横丁2号線 | 2023年（令和5年）9月   |
| 44   | 佐々木横丁           |      | - 仙台市道苦竹佐々木横丁2号線 | 2023年（令和5年）9月   |
| 45   | 松原街道             |      | - 仙台市道原町本通線の一部 | 2023年（令和5年）9月   |
| 46   | 権現森通り           |      | - 仙台市道綱木半子町線の一部 | 2024年（令和6年）7月   |

| 選定                 | 愛称   | 画像 | 地図          | 構成する国道・県道・市道                 |
| -------------------- | ------ | ---- | ------------- | ---------------------------------------- |
| 公募 河北新報 1947年 | 広瀬通 |      | Google マップ | 国道48号 市道広瀬通2号線 市道広瀬通1号線 |
| 公募 河北新報 1947年 | 青葉通 |      | Google マップ | 市道青葉通線                             |